# Pascual III (antipapa)
Pascual III fue antipapa de la Iglesia católica de Roma entre 1164 y 1168.
Nacido con el nombre de Guido de Crema, que nació en Crema, provincia de Cremona, no se sabe con exactitud su fecha de nacimiento, pero murió el 20 de septiembre de 1168. 
Fue designado sucesor de Víctor IV, con el apoyo de Federico I Barbarroja, para oponerse al papa Alejandro III, falleció tras cuatro años de pontificado y fue sucedido por el antipapa Calixto III. 
Por orden de Federico I Barbarroja, llegó a canonizar a Carlomagno, dado el fervor que le profesaba el emperador, que se consideraba su sucesor.